# Bathyphantes yodoensis
Bathyphantes yodoensis là một loài nhện trong họ Linyphiidae.
Loài này thuộc chi Bathyphantes. Bathyphantes yodoensis được Ryoji Oi miêu tả năm 1960.